# Regalinsax
Regalinsax är ett pincettliknande redskap med stålfjädrar för utformande av flaskhalsen på buteljer.
Det består av en tapp som stoppas ned i flaskans mynning och två ben med vilka mynningens utsida formas. Saxen nyps åt kring den varma och mjuka glasmassan och vrids runt för att ge regalinen önskad form. En variant av regalinsaxen är rullsaxen där saxens ben i stället utgörs av rullar som rullas utefter regalinens utsida.